# Paris Saint-Germain Football Club 2022-2023 (femminile)
Questa voce raccoglie le informazioni riguardanti la squadra femminile del Paris Saint-Germain nelle competizioni ufficiali della stagione 2022-2023.

## Maglie e sponsor
la grafica adottata era la stessa del Paris Saint-Germain maschile. Main sponsor era la compagnia aerea Qatar Airways, quello tecnico, fornitore delle tenute da gioco, Nike
| Casa | Trasferta | Terza divisa |

## Rosa
Rosa, ruoli e numeri di maglia come da sito ufficiale, aggiornati al 30 marzo 2023.
| N. |                        | Ruolo | Calciatrice             |
| -- | ---------------------- | ----- | ----------------------- |
| 2  | Stati Uniti (bandiera) | C     | Korbin Albert           |
| 3  | Giamaica (bandiera)    | D     | Allyson Swaby           |
| 4  | Polonia (bandiera)     | D     | Paulina Dudek           |
| 5  | Francia (bandiera)     | D     | Elisa De Almeida        |
| 6  | Francia (bandiera)     | C     | Oriane Jean-François    |
| 7  | Francia (bandiera)     | D     | Sakina Karchaoui        |
| 8  | Francia (bandiera)     | C     | Grace Geyoro            |
| 9  | Francia (bandiera)     | A     | Marie-Antoinette Katoto |
| 10 | Svizzera (bandiera)    | A     | Ramona Bachmann         |
| 11 | Francia (bandiera)     | A     | Kadidiatou Diani        |
| 12 | Canada (bandiera)      | D     | Ashley Lawrence         |
| 13 | Svezia (bandiera)      | D     | Amanda Ilestedt         |
| 14 | Francia (bandiera)     | C     | Kheira Hamraoui         |

| N. |                        | Ruolo | Calciatrice                   |
| -- | ---------------------- | ----- | ----------------------------- |
| 16 | Francia (bandiera)     | P     | Constance Picaud              |
| 17 | Islanda (bandiera)     | A     | Berglind Björg Þorvaldsdóttir |
| 18 | Francia (bandiera)     | C     | Laurina Fazer                 |
| 20 | Danimarca (bandiera)   | A     | Amalie Vangsgaard             |
| 21 | Francia (bandiera)     | C     | Sandy Baltimore               |
| 22 | Paesi Bassi (bandiera) | A     | Lieke Martens                 |
| 23 | Austria (bandiera)     | D     | Marina Georgieva              |
| 24 | Paesi Bassi (bandiera) | C     | Jackie Groenen                |
| 26 | Cina (bandiera)        | D     | Li Mengwen                    |
| 29 | Francia (bandiera)     | A     | Manssita Traoré               |
| 30 | Rep. Ceca (bandiera)   | P     | Barbora Votíková              |
| 50 | Francia (bandiera)     | P     | Sarah Bouhaddi                |

## Calciomercato

### Sessione estiva
| Acquisti | Acquisti                      | Acquisti          | Acquisti   |
| R.       | Nome                          | da                | Modalità   |
| -------- | ----------------------------- | ----------------- | ---------- |
| P        | Sarah Bouhaddi                | Olympique Lione   | definitivo |
| P        | Lydia Williams                | Arsenal           | definitivo |
| P        | Alice Pinguet                 | Le Havre          | definitivo |
| D        | Li Mengwen                    | Jiangsu Ladies    | definitivo |
| D        | Marina Georgieva              | Sand              | definitivo |
| D        | Bénédicte Simon               | Atlético Madrid   | definitivo |
| C        | Jackie Groenen                | Manchester United | definitivo |
| C        | Yang Lina                     | Shanghai Shengli  | definitivo |
| C        | Oriane Jean-François          | Paris FC          | definitivo |
| A        | Berglind Björg Þorvaldsdóttir | Brann             | definitivo |
| A        | Lieke Martens                 | Barcellona        | definitivo |
| A        | Hawa Sangaré                  | Digione           | definitivo |

| Cessioni | Cessioni             | Cessioni          | Cessioni   |
| R.       | Nome                 | a                 | Modalità   |
| -------- | -------------------- | ----------------- | ---------- |
| P        | Charlotte Voll       | Altach/Vorderland | definitivo |
| D        | Jade Le Guilly       | Real Sociedad     | definitivo |
| C        | Luana Bertolucci     | Corinthians       | definitivo |
| C        | Sara Däbritz         | Olympique Lione   | definitivo |
| C        | Léa Khelifi          | Montpellier       | definitivo |
| A        | Hawa Sangaré         | Pomigliano        | prestito   |
| A        | Océane Hurtre        | Digione           | definitivo |
| A        | Celin Bizet Ildhusøy | Tottenham         | definitivo |
| A        | Jordyn Huitema       | OL Reign          | definitivo |

### Sessione invernale
| Acquisti | Acquisti          | Acquisti   | Acquisti   |
| R.       | Nome              | da         | Modalità   |
| -------- | ----------------- | ---------- | ---------- |
| D        | Allyson Swaby     | Angel City | prestito   |
| A        | Amalie Vangsgaard | Linköping  | definitivo |

| Cessioni | Cessioni          | Cessioni          | Cessioni   |
| R.       | Nome              | a                 | Modalità   |
| -------- | ----------------- | ----------------- | ---------- |
| P        | Alice Pinguet     | Issy              | definitivo |
| P        | Lydia Williams    | Brighton & Hove   | definitivo |
| D        | Bénédicte Simon   | Juventus          | definitivo |
| D        | Estelle Cascarino | Manchester United | definitivo |
| C        | Magnaba Folquet   | Fleury            | prestito   |
| C        | Yang Lina         | Levante Badalona  | definitivo |

## Risultati

### Division 1

#### Girone di andata
| Arbitro: | Vanderstichel |

|                      |           |  |
| Martens 5’ Diani 34’ | Marcatori |  |

| Arbitro: | Collin |

|  |           |                                           |
|  | Marcatori | 19’, 90+2’ Geyoro 50’ Karchaoui 58’ Diani |

| Arbitro: | Gerbel |

|                        |           |           |
| Geyoro 38’ Diani 90+1’ | Marcatori | 16’ Louis |

| Arbitro: | Efe |

|                     |           |                              |
| Sumo 39’ Gavory 52’ | Marcatori | 9’ (rig.) Diani 24’ Bachmann |

| Arbitro: | Beyer |

|                                    |           |          |
| Martens 3’ Geyoro 43’ Bachmann 90’ | Marcatori | 18’ Roth |

| Arbitro: | Laur |

|  |           |                |
|  | Marcatori | 42’, 47’ Diani |

| Arbitro: | Rochebilière |

|                           |           |                            |
| Baltimore 31’ Groenen 49’ | Marcatori | 24’ Mondésir 87’ Boureille |

| Arbitro: | Gonçalves |

|  |           |                                           |
|  | Marcatori | 45’ Diani 58’ Baltimore 71’ Jean-François |

| Arbitro: | Collin |

|           |           |  |
| Diani 29’ | Marcatori |  |

| Arbitro: | Gerbel |

|  |           |               |
|  | Marcatori | 55’ Baltimore |

| Arbitro: | Vanderstichel |

|  |           |           |
|  | Marcatori | 87’ Diani |

#### Girone di ritorno
| Arbitro: | Gonçalves |

|                  |           |  |
| Diani 43’ (rig.) | Marcatori |  |

| Arbitro: | Gerbel |

|                                           |           |                                  |
| Kamczyk 15’ Kouassi 29’, 74’ Fontaine 70’ | Marcatori | 21’, 39’, 49’ Diani 27’ Bachmann |

| Arbitro: | Rochebilière |

|                                          |           |                |
| Martens 44’ Diani 69’ (rig.) Fazer 90+3’ | Marcatori | 47’ Ali Nadjim |

| Arbitro: | Daupeux |

|  |           |                                                |
|  | Marcatori | 30’ Bachmann 56’ (rig.), 74’ Diani 72’ Groenen |

| Arbitro: | Anex |

|                                                     |           |  |
| Diani 11’ Bachmann 16’ Vangsgaard 65’ Baltimore 76’ | Marcatori |  |

| Arbitro: | Collin |

|  |           |              |
|  | Marcatori | 40’ Bachmann |

| Arbitro: | Beyer |

|            |           |  |
| Traoré 55’ | Marcatori |  |

| Arbitro: | Gonçalves |

|  |           |            |
|  | Marcatori | 30’ Geyoro |

| Saint-Germain-en-Laye 7 maggio 2023, ore 15:00 CEST 20ª giornata | Paris Saint-Germain | 0 – 0 referto | Paris FC | Stadio Georges Lefèvre (814 spett.)\| Arbitro: \| Gerbel \| |
| Arbitro:                                                         | Gerbel              |               |          |                                                             |

| Arbitro: | Beyer |

|  |           |           |
|  | Marcatori | 88’ Bruun |

| Arbitro: | Vanderstichel |

|  |           |                                           |
|  | Marcatori | 36’ Bachmann 59’ Vangsgaard 66’ Baltimore |

### Coppa di Francia
| Arbitro: | Beyer |

|             |           |                                   |
| Salomon 58’ | Marcatori | 48’ Ilestedt 53’ Diani 87’ Geyoro |

| Arbitro: | Efe |

|  |           |                       |
|  | Marcatori | 48’ (rig.), 89’ Diani |

| Arbitro: | Gonçalves |

|                                       |                      |                                          |
| Lardez Dufour Chatelin Cardia Garbino | Tiri di rigore 4 – 5 | Diani Baltimore Lawrence Geyoro Bachmann |

| Arbitro: | Rochebilière |

|              |           |  |
| Hamraoui 60’ | Marcatori |  |

| Arbitro: | Collin |

|                    |           |                     |
| Hegerberg 13’, 23’ | Marcatori | 36’ (rig.) Bachmann |

### Supercoppa di Francia
| Arbitro: | Émeline Rochebilière (Nuova Aquitania) |

|                 |           |  |
| Van de Donk 13’ | Marcatori |  |

### UEFA Women's Champions League

#### Fase a gironi
| Arbitro: | Ewa Augustyn |

|  |           |            |
|  | Marcatori | 27’ Bright |

| Madrid 26 ottobre 2022, ore 18:45 UTC+2 2ª giornata | Real Madrid | 0 – 0 referto | Paris Saint-Germain | Stadio Alfredo Di Stéfano (1 544 spett.)\| Arbitro: \| Adámková \| |
| Arbitro:                                            | Adámková    |               |                     |                                                                    |

| Arbitro: | Marotta |

|                                                                             |           |  |
| Geyoro 39’ Gjergji 44’ (aut.) Bachmann 60’ (rig.) Baltimore 76’ Folquet 85’ | Marcatori |  |

| Arbitro: | Frida Nielsen |

|  |           |                                                |
|  | Marcatori | 19’ (rig.), 36’ Diani 60’ Bachmann 81’ Folquet |

| Arbitro: | Lehtovaara |

|                                 |           |             |
| De Almeida 15’ Diani 60’ (rig.) | Marcatori | 81’ Zornoza |

| Arbitro: | Iuliana Demetrescu |

|                         |           |  |
| Kerr 42’ James 55’, 62’ | Marcatori |  |

#### Fase a eliminazione diretta
| Arbitro: | Welch |

|  |           |                    |
|  | Marcatori | 62’ (rig.) Janssen |

| Arbitro: | Foster |

|          |           |           |
| Popp 20’ | Marcatori | 30’ Diani |

## Statistiche

### Statistiche di squadra
| Competizione          | Punti | In casa | In casa | In casa | In casa | In casa | In casa | In trasferta | In trasferta | In trasferta | In trasferta | In trasferta | In trasferta | Totale | Totale | Totale | Totale | Totale | Totale | DR  |
| Competizione          | Punti | G       | V       | N       | P       | Gf      | Gs      | G            | V            | N            | P            | Gf           | Gs           | G      | V      | N      | P      | Gf     | Gs     | DR  |
| --------------------- | ----- | ------- | ------- | ------- | ------- | ------- | ------- | ------------ | ------------ | ------------ | ------------ | ------------ | ------------ | ------ | ------ | ------ | ------ | ------ | ------ | --- |
| Division 1            | 55    | 11      | 8       | 2       | 1       | 19      | 6       | 11           | 9            | 2            | 0            | 26           | 6            | 22     | 17     | 4      | 1      | 45     | 12     | +33 |
| Coppa di Francia      | -     | 1       | 1       | 0       | 0       | 1       | 0       | 4            | 3            | 0            | 1            | 6            | 3            | 5      | 4      | 0      | 1      | 7      | 3      | +4  |
| Supercoppa di Francia | -     | -       | -       | -       | -       | -       | -       | 1            | 0            | 0            | 1            | 1            | 0            | 1      | 0      | 0      | 1      | 1      | 0      | -1  |
| Champions League      | -     | 4       | 2       | 0       | 2       | 7       | 3       | 4            | 1            | 2            | 1            | 5            | 4            | 8      | 3      | 2      | 3      | 12     | 7      | +5  |
| Totale                | -     | 16      | 11      | 2       | 3       | 27      | 9       | 20           | 13           | 4            | 3            | 38           | 13           | 36     | 24     | 6      | 6      | 65     | 22     | +43 |

### Andamento in campionato
| Giornata  | 1 | 2 | 3 | 4 | 5 | 6 | 7 | 8 | 9 | 10 | 11 | 12 | 13 | 14 | 15 | 16 | 17 | 18 | 19 | 20 | 21 | 22 |
| --------- | - | - | - | - | - | - | - | - | - | -- | -- | -- | -- | -- | -- | -- | -- | -- | -- | -- | -- | -- |
| Luogo     | C | T | C | T | C | T | C | T | C | T  | T  | C  | T  | C  | T  | C  | T  | C  | T  | C  | C  | T  |
| Risultato | V | V | V | N | V | V | N | V | V | V  | V  | V  | N  | V  | V  | V  | V  | V  | V  | N  | P  | V  |
| Posizione | 6 | 1 | 2 | 2 | 2 | 2 | 2 | 2 | 2 | 2  | 1  | 1  | 2  | 2  | 2  | 2  | 2  | 2  | 2  | 2  | 2  | 2  |

Legenda:

Luogo: C = Casa; T = Trasferta. Risultato: V = Vittoria; N = Pareggio; P = Sconfitta.

### Statistiche delle giocatrici
| Giocatore | Division 1 | Division 1 | Division 1  | Division 1 | Coppa di Francia | Coppa di Francia | Coppa di Francia | Coppa di Francia | Supercoppa di Francia | Supercoppa di Francia | Supercoppa di Francia | Supercoppa di Francia | Champions League | Champions League | Champions League | Champions League | Totale   | Totale | Totale      | Totale     |
| Giocatore | Presenze   | Reti       | Ammonizioni | Espulsioni | Presenze         | Reti             | Ammonizioni      | Espulsioni       | Presenze              | Reti                  | Ammonizioni           | Espulsioni            | Presenze         | Reti             | Ammonizioni      | Espulsioni       | Presenze | Reti   | Ammonizioni | Espulsioni |
| --------- | ---------- | ---------- | ----------- | ---------- | ---------------- | ---------------- | ---------------- | ---------------- | --------------------- | --------------------- | --------------------- | --------------------- | ---------------- | ---------------- | ---------------- | ---------------- | -------- | ------ | ----------- | ---------- |
| C. Picaud | 6          | -1         | 0           | 0          | 5                | -3               | 0                | 0                | 1                     | 0                     | 0                     | 0                     | 0                | 0                | 0                | 0                | 12       | -4     | 0           | 0          |
| L. Yang   | 2          | 0          | 0           | 0          | 0                | 0                | 0                | 0                | 0                     | 0                     | 0                     | 0                     | 1                | 0                | 0                | 0                | 3        | 0      | 0           | 0          |